# Ballo

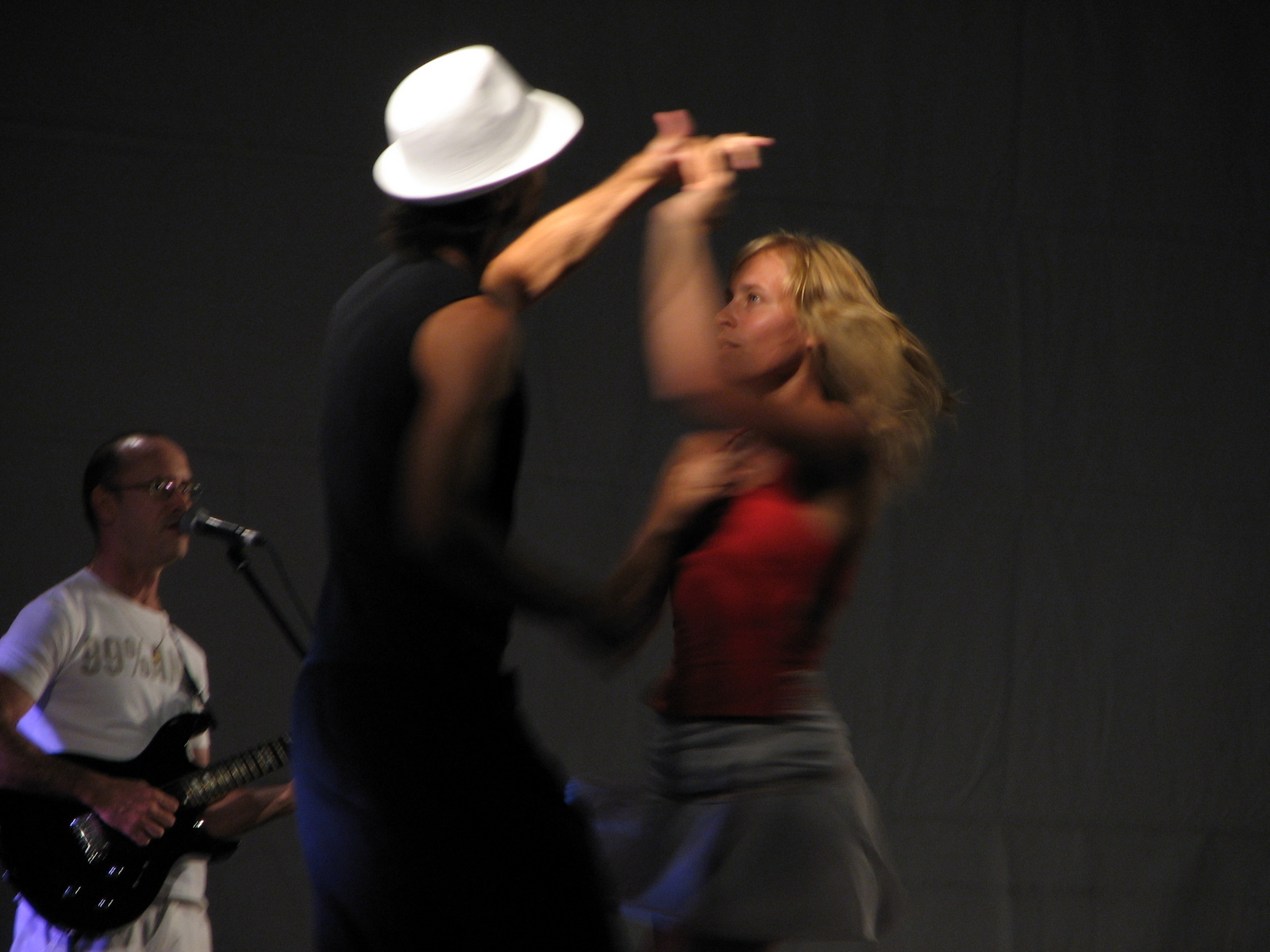
Due ballerini di salsa cubana.

Per ballo si intende una molteplicità di forme di danza eseguite nella maggior parte dei casi per divertimento e per socializzare e definire i rapporti all'interno di un gruppo.
Il ballo, a differenza della danza (danza accademica), non è quasi mai finalizzato alla rappresentazione. Nel teatro e nel cinema può essere inserito in determinate scene, come molti altri elementi di supporto.

## Forme di ballo
Vi sono numerosi stili di ballo associati a diverse forme musicali:
- Afro: balli religiosi di origine africana, suddivisi in 4 gruppi religiosi Yoruba, Bantu, Abaqua e Ararà.
- Rumba: stesse origini delle precedenti, ma profane.
- Ballo da sala
- Ballo liscio
- Boogie-woogie
- Break dance: danza acrobatica strettamente connessa alla cultura hip hop e afro-americana.
- Danza popolare
- Danza latino-americana
- Danze caraibiche: Salsa, Bachata, Merengue.
- Danza sportiva
- Electric Boogaloo: stile americano conosciuto anche come electric Boogie, danza funk e hip hop con movimenti robotici, scosse e onde.
- Electro dance
- Foxtrot
- Hip hop: stile americano di danza moderna che si basa sulla "isolation technique" ovvero muovere parti isolate del corpo
- Lap dance
- Modern jazz
- Pogo
- Rock and roll acrobatico
- Tango
- Tip-tap
- Balli folcloristici